# Tipula subapache
Tipula subapache är en tvåvingeart som beskrevs av Alexander 1947. Tipula subapache ingår i släktet Tipula och familjen storharkrankar. Inga underarter finns listade i Catalogue of Life.